# Codex Vaticanus 2066
Codex Vaticanus 2066, designado como 046 (en la numeración Gregory-Aland), α 1070 (Soden), antiguamente era conocido también como Codex Basilianus, previamente fue designado como Br o B2. Es un manuscrito uncial griego del Nuevo Testamento escrito en vitela. El manuscrito es datado paleográficamente en el siglo X por el INTF, aunque algunos paleógrafos propusieron el siglo IX. Scrivener incluso propuso el siglo VIII.

## Descripción
El códice contiene el texto completo del libro de Apocalipsis con numeroso material no bíblico (homilías de Basilio el Grande, Gregorio de Nisa y otros) en 20 hojas de pergamino (27.5 cm por 19 cm).
El texto está escrito en una columna por página, 35 líneas por página, con cerca de 36 letras por línea. La letra uncial del códice está escrita en una forma peculiar, con una atención especial. Según Scrivener, «Los unciales son de un tipo peculiar, inclinándose un poco hacia la derecha; poseen una especie de lugar intermedio entre los caracteres cuadrado y alargado [...]. Las respiraciones y los acentos son primâ manu, y bastante correctos».

## Texto
El texto griego de este códice es un representante del tipo textual bizantino, en una estrecha relación con las minúsculas 61 y 69. Aland lo colocó en la Categoría V.
Uncial 046 es el más antiguo manuscrito representante del principal grupo bizantino («a»).
Algunas variantes textuales:
- Apocalipsis 1:5

λυσαντι ημας εκ (nos liberó de) — P18, אc, A, C, 2020, 2081, 2814
λουσαντι ημας απο (nos lavó de) — P, 046, 94, 1006, 1859, 2042, 2065, 2073, 2138, 2432
- Apocalipsis 1:6

βασιλειαν (reino) — א A 046 1854 2050 2351
βασιλεις (reyes) — P, ByzA
- Apocalipsis 8:8

ορος μεγα καιομενον
- Apocalipsis 22:14

ποιουντες τας εντολας αυτου (los que guardan Sus mandamientos) — 046, 94, 1611, 1854, 1859, 2042, 2065, 2073, 2138, 2432, 2814
πλυνοντες τας στολας αυτων (los que lavan sus ropas) — א, A, 1006, 2020, 2053

## Historia
El manuscrito perteneció a Filippo Vitali (1590-1653). Fue descrito por Bianchini.
Según Scrivener, fue escrito en el siglo VIII.
El texto del códice fue publicado por el cardenal Angelo Mai en 1859 en Roma. Fue examinado por Tischendorf y Tregelles.
El códice ahora se encuentra en la Biblioteca del Vaticano (Gr. 2066) en Roma.

## Lectura adicional
- Konstantin von Tischendorf (1846). Monumenta sacra inedita. Leipzig. pp. 407–431.
- Angelo Mai (1859) Novum Testamentum Graece ex antiquissimo Codice Vaticano. Roma.
- Giuseppe Cozza-Luzi (1869). Ad editionem Apocalypseos s. Johannis… Lipsiae anno 1869 evulgatam animadversionesa. Roma.
- Pierre Batiffol (1891). L'Abbaye de Rossano. París. pp. 63.
- C. R. Gregory (1909). Textkritik des Neuen Testamentes 3. Leipzig. pp. 1046–1047.